# 関市立田原小学校
関市立田原小学校（せきしりつ たわらしょうがっこう）は、岐阜県関市西田原にある公立小学校。

## 沿革
- 1873年（明治6年） - 
  - 発学舎が開校。迫間村、深萱村の児童が通学。大善寺を仮校舎とする。
  - 養心舎が開校。西田原村、小迫間村、大杉村、東田原村、市橋村の児童が通学。小松寺[注釈 1]を仮校舎とする。後に養心義校に改称する。
  - 至誠舎が開校。稲口村の児童が通学する。
- 1876年（明治9年） - 養心義校が至誠舎を統合する。同時に養心学校に改称する。
- 1881年（明治14年） - 稲口村に養心学校の分教場（稲口分教場）を設置。
- 1886年（明治19年） - 養心学校が西田原尋常簡易科小学校、発学舎が迫間簡易科小学校に改称する。養心学校稲口分教場が独立し、稲口簡易科小学校になる。
- 1887年（明治20年） - 深萱村が迫間簡易科小学校校区から勝山尋常小学校校区に移る。市橋村が西田原尋常簡易科小学校校区から今泉簡易小学校校区に移る。
- 1891年（明治24年） - 西田原尋常簡易科小学校が西田原尋常小学校、迫間簡易科小学校が迫間尋常小学校、稲口簡易科小学校が稲口尋常小学校に改称する。
- 1897年（明治30年）4月1日 - 西田原村、小迫間村、稲口村、迫間村、大杉村、東田原村が合併し、田原村が発足。
- 1898年（明治31年） - 稲口尋常小学校が西田原尋常小学校に統合され、西田原尋常小学校稲口分教場となる。
- 1901年（明治34年） - 西田原尋常小学校稲口分教場を廃止。
- 1902年（明治35年） - 西田原尋常小学校が西田原尋常高等小学校に改称する。
- 1907年（明治40年） - 西田原尋常高等小学校と迫間尋常小学校を統合し、田原尋常高等小学校となる。統合校舎未完成のため、西田原尋常高等小学校を西田原分教場、迫間尋常小学校を迫間分教場とする。
- 1910年（明治43年） - 現在地に統合校舎が完成。西田原分教場、迫間分教場を廃止。
- 1941年（昭和16年）4月1日 - 田原国民学校に改称する。
- 1947年（昭和22年）4月1日 - 田原村立田原小学校に改称する。
- 1948年（昭和23年）12月10日 - 田原村稲口村が武儀郡関町に編入され、関町立安桜小学校校区に移る。
- 1950年（昭和25年）10月15日 - 武儀郡関町と加茂郡田原村が合併し市制施行。関市となる。同時に関市立田原小学校に改称する。
- 1969年（昭和44年） - プールが完成。
- 1974年（昭和49年） - 体育館が完成。
- 1978年（昭和53年）12月 - 校舎（鉄筋コンクリート造・南舎）完成。
- 1979年（昭和54年） - 南舎を増築する。
- 1987年（昭和62年） - 校舎（鉄筋コンクリート造・北舎）完成。